# البضعة (الحيمة الخارجية)

تعديل مصدري - تعديل

البضعة هي إحدى قرى عزلة بني منصور بمديرية الحيمة الخارجية التابعة لمحافظة صنعاء، بلغ تعداد سكانها 74 نسمة حسب تعداد اليمن لعام 2004.